# Roger Jendly
 (juin 2016).
Si vous disposez d'ouvrages ou d'articles de référence ou si vous connaissez des sites web de qualité traitant du thème abordé ici, merci de compléter l'article en donnant les références utiles à sa vérifiabilité et en les liant à la section « Notes et références ».
Roger Jendly est un acteur suisse, né le 8 mars 1938 à Fribourg (Suisse).

## Biographie

### Origines et formation
Roger Jendly naît le 8 mars 1938 à Fribourg en Suisse.
Après des études gymnasiales au collège Saint-Michel de Fribourg, Roger Jendly étudie au cours Simon à Paris dès 1959. Il eut comme compagnon de bancs, Jacques Balutin, Jacques Higelin, Claudine Auger, entre autres.

### Carrière
De 1961 à 1971, Roger Jendly est membre et cofondateur du Théâtre populaire romand à La Chaux-de-Fonds (canton de Neuchâtel), troupe qui mène une vie communautaire dans une ferme du Val-de-Ruz où elle est nourrie et logée mais ne reçoit pas de salaire.
Dès 1971, déçu par cet engagement communautaire, Jendly lutte pour défendre un théâtre suisse romand de qualité. En 1986, il produit un « one-man-show » pamphlétaire intitulé Les Méfaits du théâtre. Mais fatigué par le manque de soutien des pouvoirs publics et des directeurs de salles, il part pour six ans à Paris, où il débute au théâtre de la Colline.  En 1992, il revient sur les bords du Léman, pour jouer En attendant Godot, Abel et Bela et un Tartuffe mis en scène par Benno Besson.
La carrière de Jendly, singulièrement fournie, représente plus de 60 rôles au cinéma et à la télévision et environ 70 pièces de théâtre.
En France, il est surtout connu pour son rôle du sorcier Zorme dans La Maison assassinée (1988) de Georges Lautner.

## Filmographie

### Cinéma
- 1973 : Le Retour d'Afrique d'Alain Tanner
- 1973 : Erica Minor de Bertrand Van Effenterre
- 1974 : Le Milieu du monde d'Alain Tanner
- 1976 : Jonas qui aura 25 ans en l'an 2000 d'Alain Tanner
- 1977 : Repérages de Michel Soutter
- 1980 : Un homme en fuite de Simon Edelstein
- 1980 : Sauve qui peut (la vie) de Jean-Luc Godard
- 1980 : Retour en force de Jean-Marie Poiré
- 1980 : Es ist kalt in Brandenburg (Hitler töten) de Villi Hermann, Niklaus Meienberg et Hans Stürm
- 1982 : Espion, lève-toi d'Yves Boisset : le commissaire Lohmann
- 1983 : La Trace de Bernard Favre
- 1983 : La Mort de Mario Ricci de Claude Goretta
- 1988 : La Maison assassinée de Georges Lautner
- 1989 : La Femme de Rose Hill d'Alain Tanner
- 1990 : Ripoux contre ripoux de Claude Zidi : Albert, dit « le Fourgue »
- 1990 : Maman de Romain Goupil
- 2001 : La Plage noire de Michel Piccoli
- 2005 : C'est pas tout à fait la vie dont j'avais rêvé de Michel Piccoli
- 2010 : Des filles en noir de Jean Paul Civeyrac
- 2012 : Noces de Philippe Béziat
- 2016 : Tinou de Res Balzli

### Télévision
- 1983 : Messieurs les jurés : L'Affaire Crozet d'Alain Franck (Michel Crozet)
- 1983 : Gaspard de la Meije de Bernard Choquet, il y joue le rôle de Pierre Gaspard, le guide qui conquit la Meije
- 1986 : L'ami Maupassant de Hervé Baslé
- 1984 : 3 épisodes : Noces de soufre de Raymond Vouillamoz
- 1985 : Piège à flics de Dominique Othenin-Girard
- 1987 : Série noire : Le Cimetière des durs de Yvan Butler
- 1988 : Les Cinq Dernières Minutes, épisode : Mystère et pomme de pain de Jean-Pierre Desagnat
- 1990 : Les Prouesses de Clément Dujar de Hervé Baslé
- 1991 : Les Caquets de l'accouchée d'Hervé Baslé
- 1992 : Navarro
- 1992 : Les mauvais instincts
- 1995 : Le combat des reines
- 1995 : Les Agneaux de Marcel Schüpbach
- 1999 : La beauté sur la Terre
- 2002 : Newsman d'Yvan Butler
- 2016 : Le Passe-muraille de Dante Desarthe

## Théâtre
- Hamlet de William Shakespeare
- Abel et Bela de Robert Pinget
- En attendant Godot de Samuel Beckett
- Il ne faut jurer de rien d’Alfred de Musset
- La Cerisaie de Anton Tchekhov
- Tartuffe, L'Avare, Dom Juan et L'École des maris de Molière
- Les Méfaits du théâtre de Jean Charles
- Le Bourgeois Schippel de Carl Sternheim
- Le Quichotte, chevalier d’errance de Serge Ganzl
- 1965 : Les Trois Sœurs de Tchekov, Théâtre Populaire Romand, La Chaux-de-Fonds
- 1965 : L'Épreuve de Marivaux, Théâtre Populaire Romand, La Chaux-de-Fonds
- 1965 : Le Legs de Marivaux, Théâtre Populaire Romand, La Chaux-de-Fonds
- 1965 : Don Juan de Molière, Théâtre Populaire Romand, La Chaux-de-Fonds
- 1968 : Homme pour homme de Bertolt Brecht, Théâtre Populaire Romand, La Chaux-de-Fonds
- 1972 :  Baal de Bertolt Brecht, mise en scène François Rochaix, Théâtre de Carouge-Atelier de Genève
- 1972 :  Beaumarchais an I, ça ira!, mise en scène André Steiger, Centre Dramatique de Lausanne (CDL)
- 1974 : Le Bourgeois Schippel de Carl Sternheim, mise en scène François Rochaix, Théâtre de Carouge-Atelier de Genève
- 1974 : Hamlet de Shakespeare, à la Comédie de Genève
- 1975 : Pour un dollar d’opéra de Bernard Bengloan, mise en scène André Steiger, Centre Dramatique de Lausanne (CDL)
- 1977 : Travesties de Tom Stoppard,  mise en scène André Steiger, Centre Dramatique de Lausanne (CDL) / Première en français
- 1978 : Travesties de Tom Stoppard, mise en scène André Steiger, Théâtre national de l'Odéon
- 1979 : Volpone ou le Renard de Ben Jonson
- 1979 : Triptyque de Max Frisch, mise en scène Michel Soutter,  Centre Dramatique de Lausanne (CDL)
- 1980 : La Moscheta de Ruzzante, mise en scène Martine Paschoud
- 1981 : Victor ou les Enfants au pouvoir de Roger Vitrac
- 1982 : Schweyk dans la Deuxième Guerre mondiale de Brecht
- 1983 : La Belle Hélène d’Offenbach
- 1983 : Hamlet de Shakespeare, mise en scène Benno Besson, Théâtre de la Comédie, Genève
- 1984 : Le Quichotte, chevalier d’errance de Serge Ganzl, mise en scène Michel Grobéty, Bois de la Bâtie
- 1985 : Le Quichotte, chevalier d’errance de Serge Ganzl, mise en scène Michel Grobéty,  Centre Dramatique de Lausanne (CDL)
- 1987 : Les Revenants d’Ibsen, Comédie de Genève
- 1987 : Les Méfaits du théâtre, de Jean Charles inspiré par Tchekhov, Octogone de Pully
- 1988 : Le Cheval de Balzac de Gert Hofmann, mise en scène Philippe Mercier, Théâtre national de la Colline
- 1991 : La Dame de chez Maxim de Georges Feydeau, mise en scène Alain Françon au Théâtre du 8e, Lyon
- 1992 : Le Banc de touche de Jacques Probst, mise en scène Joël Jouanneau, Théâtre Vidy-Lausanne
- 1993 : Mein Kampf de George Tabori, mise en scène Jorge Lavelli au Théâtre national de la Colline à Paris
- 1995 : Le Tartuffe de Molière, mise en scène Benno Besson, Odéon-Théâtre de l'Europe
- 1996 : Le Tartuffe de Molière, mise en scène Benno Besson, Théâtre des Treize Vents, Théâtre Vidy-Lausanne, Comédie de Saint-Étienne, tournée
- 1995-6 : Le Tartuffe de Molière, mise en scène Benno Besson à Vidy
- 1997 : L’École des maris de Molière, mise en scène Benno Besson à Vidy
- 1999 : En attendant Godot de Samuel Beckett, mise en scène de Luc Bondy, Théâtre de Vidy, Théâtre de l'Odéon
- 2000 : Mein Kampf (farce) de George Tabori, mise en scène Jorge Lavelli, Théâtre national de la Colline
- 2001 : Robert Pinget, spectacle signé par Jean-Michel Meyer
- 2004 : Les Quatre Doigts et le pouce de René Morax, mise en scène Benno Besson, Théâtre du Passage Neuchâtel, Théâtre de la Croix-Rousse
- 2007 : La Seconde Surprise de l'amour de Marivaux, mise en scène Luc Bondy, Festival d'automne à Paris Théâtre Nanterre-Amandiers
- 2008 : La Seconde Surprise de l'amour de Marivaux, mise en scène Luc Bondy, MC2, Comédie de Reims, Nouveau théâtre d'Angers, Théâtre du Gymnase, Théâtre Vidy-Lausanne, Théâtre des Célestins, Théâtre des Bouffes du Nord, tournée
- 2009 : La Seconde Surprise de l'amour de Marivaux, mise en scène Luc Bondy, Théâtre national de Strasbourg, Le Quartz, tournée
- 2010 : Les Femmes Savantes de Molière, mise en scène Gisèle Sallin, Théâtre des Osses, Givisiez
- 2015 : La Cerisaie de Tchekov, mise en scène de Gilles Bouillon, Théâtre du Passage, Neuchâtel
- 2016 : Le Chant du cygne de Tchekhov, mise en scène Robert Bouvier, Théâtre du Passage, Neuchâtel, Paris (F) – Théâtre des Déchargeurs
- 2017 : Le Chant du cygne de Tchekhov, mise en scène Robert Bouvier, Avignon (F) – Théâtre du Girasole, Sion (CH) – Théâtre de Valère, Bulle (CH) – CO2, Berne (CH) – Stadttheater, Antibes (F) – Anthéa-Antipolis, Guéret (F) – La Fabrique, Bienne (CH) – Théâtre de Poche, La Chaux-de-Fonds (CH) – Théâtre Populaire Romand
- 2017 : Le fauteuil à bascule de Jean-Claude Brisville, mise en scène Jean-Luc Borgeat, L'Oriental, Vevey, Équilibre - Nuithonie, Villars-sur-Glâne, Collège de Jolimont, Aula, Fribourg, Théâtre du Dé, Evionnaz, Le Pommier, Centre culturel Neuchâtelois, Neuchâtel
- 2018 : Le fauteuil à bascule de Jean-Claude Brisville, mise en scène Jean-Luc Borgeat, Pulloff Théâtres, LAUSANNE
- 2018 : Le Chant du cygne de Tchekhov, mise en scène Robert Bouvier, Genève (CH) – Théâtre de Carouge, Nancy (F) – La Manufacture, Pont-Ste-Maxence (F) – La Manekine, Givisiez (CH) – Théâtre des Osses, Annecy (F) – Auditorium-Seynod, Lausanne (CH) – Pulloff, Thonon-les-Bains (F) – Maison des Arts du Léman

## Distinctions
Roger Jendly a reçu les prix suivants :
- le prix d’interprétation au Festival international de Nyon ;
- le prix de la Fête du comédien, Genève, 2004 ;
- le prix du Comédien à Genève, 2005 ;
- l’anneau Hans-Reinhart, 2006[2] ;
- le prix culturel de l'État de Fribourg, 2006[2].